# Bouwfysica
Bouwfysica is 'de natuurkunde van de gebouwde omgeving'. Deze betreft de fysische aspecten van de gebouwde ruimte, gebouwconstructies en installaties. De fysische aspecten zijn de invloed van licht, warmte, lucht, vocht en geluid. De gebouwde ruimte omvat zowel de door mensen gecreëerde buiten- als de binnenruimte. Het gaat dan om de gebruiksprestatie van de ruimte voor zover het de genoemde fysische aspecten betreft.
Er worden onder gebouwconstructies vooral de scheidingsconstructies verstaan. Het gaat dan enerzijds om de prestaties die de constructies leveren in de instandhouding van een gewenst fysisch binnenmilieu en de hoeveelheid energie die daarmee is gemoeid is en anderzijds om fysische prestaties met betrekking tot de instandhouding van de constructies zelf. 
Voor de instandhouding van het binnenmilieu worden doorgaans, behalve bouwkundige middelen, ook installaties ingezet. Het ontwerpen van deze installaties behoort niet tot de natuurkunde van de gebouwde omgeving, maar wel tot de natuurkunde van de gebouwde omgeving om de fysische prestaties ervan vast te stellen, een en ander in een juiste balans met de fysische prestaties van de scheidingsconstructies.
De bouwpathologie houdt zich bezig met de resultaten en gevolgen van de technische ontwikkeling, waaronder de veroudering valt, van bouwwerken in de tijd.